# Palatinerhøjen
Palatinerhøjen (latin: Collis Palatium) er den centrale af Roms syv høje og den ældste del af byen. Den er 40 meter høj og grænser til både Forum Romanum, Circus Maximus og Colosseum. Højen er opkaldt efter Pales, i romersk mytologi gudinde for fårehyrder, og videre er "Palatin" det etymologiske ophav til ordet "palads". 

## Ældste tid
Rom har sit ophav på Palatinerhøjen, som af byens syv høje er bedst egnet til primitiv bosætning. Den ligger tæt ved Tiberen, og med sit lange, flade højdedrag og sine bratte skråninger var den godt beskyttet mod fjender. Husene lå også for højt til at rammes af Tiberens frygtede oversvømmelser, og luften var fri for malariamyg. Udgravninger har påvist bebyggelse fra omkring år 1000 f.Kr. Den ældgamle vej ligger forbavsende urørt, og snor sig frem til Casina Farnese. 
Oprindeligt bestod Palatin af tre toppe: Germalus, hvor man har fundet skår fra de ældste indbyggeres lerkar; Palatium, hvor man fandt spor af deres capanne (primitive hytter); og Velia i den sydøstlige ende. Germalus og Palatium blev udjævnet allerede i 80'erne, da arkitekten Rabirius byggede kejser Domitians palads, så Palatins oprindelige kontur gik tabt for altid. Velia forsvandt i 1931-32, da den brede Via dei Fori Imperiali blev anlagt. 
   
I 1954 blev der afdækket en brandgrav mellem Germalus og Palatium, der tyder på, at der oprindeligt ikke var nogen samlet og fælles bebyggelse på højdedraget, men derimod to små, adskilte hyrdesamfund. Fundet af en mur mellem Germalus og Palatium tyder på, at disse to samfund til tider har haft et anstrengt forhold til hinanden.
I 1902 fandt Giacomo Boni en hel gravplads 5-6 meter under brolægningen på Forum Romanum, hvor grave fra senest 600 f.Kr. indeholdt ubrændte lig i sten- eller trækister, mens brandgrave med afdødes aske i hytte-urner stammede fra omkring 800 f.Kr. Det tydede på, at det ældste Rom lå på Palatin, mens Forumdalen tjente som gravplads. Plinius den Ældre omtaler navne på småbyer, der gik sammen om de ældgamle ofringer på Albanerbjergene, blandt andre beboerne på Velia. Det kan tolkes, som Velia har været et tredje, selvstændigt samfund på Palatinerhøjen.
Foreningen af de to samfund på Palatin og på Kapitol falder sammen med grundlæggelsen af Rom 753 f.Kr. Arkæologisk ser man det ved anlæggelsen af en stor fælles gravplads på Esquilinerhøjen. Den tidligere gravplads på det nuværende Forum Romanum blev reserveret som gravplads for børn, og opgives helt i 600-tallet f.Kr.
Palatinerhøjen var stedet, hvor man i februar fejrede det ældgamle ritual lupercalia ("ulveløbet").  Lupercalgrotten  blev genfundet i Palatins sydvestlige ende i 2007.  

## Senere historie
Rige romere både under den Den romerske republik og kejserdømmet boede her. Ruinerne af Augustus´ villa ("Livias hus") (63 f.Kr. – 14 e.Kr.) og paladser efter Tiberius (42 f.Kr. – 37 e.Kr.) og Domitian (51 – 96) er fortsat synlige. Augustus byggede også et tempel til Apollo Palatinus her, ved siden af sit hus.
Øverst ligger klosteret San Bonaventura al Palatino fra 1625, bygget over kejser Claudius´ vandreservoir for det kejserlige palads. Her boede den kendte, danske maler Albert Küchler som munk, og fik besøg af blandt andre kong Christian 9.

## Mytologi
Ifølge romersk mytologi var det ved Tiberens bred nedenfor Palatinerhøjen, at Romulus og Remus blev fundet af ulvemoderen, som diede dem. I dag står kirken San Giorgio in Velabro på det angivelige fundsted.
Ifølge dette sagn fandt hyrden Faustulus spædbørnene, og opfostrede dem sammen med sin kone, Acca Larentia. Da tvillingerne blev ældre, var det her, Romulus valgte at bygge Rom, mens hans bror Remus bosatte sig på Aventinerhøjen. I Æneiden beskriver Vergil Faustulus’ og Euanders beskedne hytter.